# Estadi de Futbol d'Ulsan Munsu
L'Estadi de Futbol d'Ulsan (문수축구경기장 en hangul, Ulsan World Cup Stadium en anglès), també conegut com a Estadi Munsu, és un estadi multifuncional ubicat en la portuària ciutat metropolitana d'Ulsan (en hangul: 울산 광역시 Ulsan Gwangyeoksi), de la província de Yeongnam, a Corea del Sud.
És l'estadi on juga de local l'Ulsan Hyundai Horang-I en la K-League. És un dels estadis on es va disputar la Copa del Món de futbol 2002.